# Ткачов Сергій Анатолійович
Ткачов Сергій Анатолійович (рос. Ткачёв Сергей Анатольевич, 19 травня 1989, Богучар) — російський футболіст, півзахисник тульського «Арсеналу».

## Біографія
Займатися футболом розпочав у воронезької команді ФЦШ-73. Влітку 2009 року 20-річний гравець поїхав на перегляд в «Крила Рад», де залишився грати. Провівши кілька матчів за молодіжний склад самарців, Ткачов почав залучатися до основи.

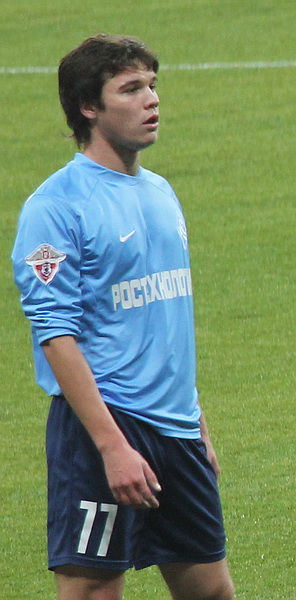
Сергій Ткачов під час виступів за «Крила Рад». 14 листопада 2010 року

Дебютував у чемпіонаті Росії 30 жовтня 2009 року в матчі 27-го туру проти «Рубіна» в Казані. Він вийшов на заміну на 83-й хвилині. Перший гол у чемпіонаті Росії забив 10 травня 2010 року в матчі 10-го туру проти «Сибіру» в Новосибірську, відкривши рахунок на 6 хвилині. Проте після цього самарці пропустили чотири м'ячі у відповідь.
У січні 2011 року побував на перегляді в донецькому «Металурзі», але підписав трирічний контракт з харківським «Металістом». У складі «Металіста» дебютував 5 березня 2011 року в виїзному матчі проти полтавської «Ворскли» (0:0), Ткачов почав матч в основі і на 61 хвилині був замінений на Марко Девича. Проте закріпитися в основі харківського клубу Сергій не зміг і здебільшого виступав за молодіжну команду.
14 лютого 2012 був відданий в оренду до кінця сезону в єкатеринбурзький «Урал», де відразу допоміг клубу виграти кубок ФНЛ, швидко закріпився в складі і незабаром вдало дебютував у чемпіонаті.
Відразу після повернення до Харкова, 12 липня 2012 року, був відданий в річну оренду в «Севастополь». У тому сезоні Ткачов допоміг «корабелам» виграти Першу лігу, зігравши в ній 13 матчів, в яких забив 8 голів, а також дійти до 1/2 фіналу Кубка України, зробивши у півфіналі дубль в воротах донецького «Шахтаря», який, щоправда, не завадив «гірникам» святкувати перемогу 4:2.
19 червня 2013 року став гравцем московського «Локомотива», підписавши контракт на три роки.

## Титули
- Бронзовий призер Чемпіонату України: 2010–2011
- Володар кубку ФНЛ: 2012
- Переможець Першої ліги України: 2012/13